# Casa Senyorial de Sasmaka
La Casa Senyorial de Sasmaka (en letó: Sasmakas muižas pils) és una casa senyorial situada a prop del llac Sasmaka, a la històrica regió de Curlàndia, a la ciutat de Valdemārpils del Municipi de Talsi a l'oest de Letònia.
Esmentada per primera vegada en documents del 1582, la mansió va ser construïda el 1886 i va tenir com antics propietaris la família Manteifel-Szoeges al segle xvii, la família Hohenastenbergu-Ungartu i la família von Zasu al segle xviii.